# خوان آنتونیو مارتینس
خوان آنتونیو مارتینس (اسپانیایی: Juan Antonio Martínez‎؛ زادهٔ ۲۵ مهٔ ۱۹۴۴) بازیکن بسکتبال اهل اسپانیا بود.